# Nguyễn Thanh Bình (Fußballspieler, 2000)
Nguyễn Thanh Bình (* 2. November 2000 in Vũ Thư, Thái Bình) ist ein vietnamesischer Fußballspieler.

## Karriere

### Verein
Während er noch in der Jugend von Viettel aktiv war, wurde er zur Saison 2019 an den Huế FC verliehen. In der nächsten Saison wurde er dann nochmal zum Bình Định FC verliehen. Seit der Spielzeit 2021 steht er mittlerweile fest im Kader der ersten Mannschaft von Viettel.

### Nationalmannschaft
Sein erstes bekanntes Spiel für die vietnamesische Fußballnationalmannschaft war am 7. September 2021 bei einem Qualifikationsspiel für die Weltmeisterschaft 2022, welches in einer 0:1-Niederlage gegen Australien endete. Nach weiteren Qualifikations- und Freundschaftsspielen war er dann auch bei der Südostasienmeisterschaft 2022 dabei, wo er mit seiner Mannschaft auf dem zweiten Platz landete. Nach weiteren Qualifikationsspielen für die Weltmeisterschaft 2026, wurde er auch Teil des Turnier-Kaders bei der Asienmeisterschaft 2024, wo er bei der 2:4-Auftaktniederlage gegen Japan sein Turnier-Debüt gab.